# 戀染紅葉
《戀染紅葉》是由坂本次郎擔任原作、三浦忠弘負責作畫的一部日本漫畫作品。於《週刊少年Jump》（集英社）2012年23號開始連載至2012年51號結束連載。這部校園戀愛漫畫作品以神奈川縣鎌倉市為舞台。此外作品的標題「戀染紅葉」也和故事中登場的電視劇名一樣。

## 登場人物
葛城翔太
本作品的男主角。神奈川縣立戀濱高級中學的學生，容易緊張臉紅，有一個妹妹葛城莉子。
紫之宮紗奈
本作品的女主角。清廉女學院的學生。
七里由比
是一位形象出眾的寫真偶像，和紗奈分屬不同的事務所。
春日小鳥
有名偶像社團「7 Drops」的成員。
葛城莉子
翔太的妹妹，清廉女學院的學生，紗奈的學妹。
星京子
藝能公司「集英PROMOTION」的職員，紗奈的管理員。
桐生亞佐美
「7 Drops」的成員。
櫻丘和臣
有名的男演員。
海音
戀濱高中的女學生，翔太的青梅竹馬。
義孝
戀濱高中的男學生，翔太的朋友。
秋乃
戀濱高中的女學生，翔太的朋友。
智也
戀濱高中的男學生，翔太的朋友。
鷹村
電視劇《戀染紅葉》的導演。

## 用語
戀染紅葉
神奈川縣立戀濱高級中學
清廉女學院
7 Drops（Seven Drops）

## 單行本
| 卷數 | 日文副標題 | 中文副標題       | 集英社        | 集英社                 | 東立出版社     | 東立出版社             |
| 卷數 | 日文副標題 | 中文副標題       | 發售日期      | ISBN                   | 發售日期       | ISBN                   |
| ---- | ---------- | ---------------- | ------------- | ---------------------- | -------------- | ---------------------- |
| 1    |            | 邂逅 夕陽 海岸線 | 2012年10月4日 | ISBN 978-4-08-870523-1 | 2014年10月8日  | ISBN 978-986-337-855-6 |
| 2    |            | 醜聞！！         | 2012年11月2日 | ISBN 978-4-08-870582-8 | 2014年10月8日  | ISBN 978-986-337-856-3 |
| 3    |            | 擦身而過的情感   | 2013年1月4日  | ISBN 978-4-08-870603-0 | 2015年9月17日  | ISBN 978-986-337-857-0 |
| 4    |            | 告白             | 2013年2月4日  | ISBN 978-4-08-870632-0 | 2015年10月15日 | ISBN 978-986-337-858-7 |

## 外部連結
- 週刊少年Jump官方網站（《戀染紅葉》介紹頁面）（日語）